# فرزنه
فرزنه، روستایی از توابع بخش مرکزی شهرستان تایباد در استان خراسان رضوی ایران است.

## جمعیت
این روستا در دهستان کرات قرار دارد و براساس سرشماری مرکز آمار ایران در سال ۱۳۸۵، جمعیت آن ۱٬۲۸۰ نفر (۲۷۳خانوار) بوده‌است.